# Imogene Robertson

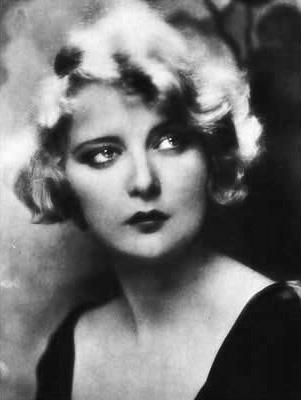
Imogene Robertson (1930)

Imogene Robertson, in den USA: Mary Nolan (* 18. Dezember 1905 als Mary Imogene Robertson in Louisville, Kentucky; † 31. Oktober 1948 in Los Angeles) war eine US-amerikanische Schauspielerin und Tänzerin mit moderater Karriere beim deutschen Stummfilm.

## Leben und Wirken
Seit ihrem 16. Lebensjahr arbeitete Mary Imogene Robertson unter dem Pseudonym Imogene „Bubbles“ Wilson als Showgirl in Broadwayrevuen des Impresarios Florenz Ziegfeld. Als 18-Jährige wurde sie in einen Skandal verwickelt, als im Mai 1924 ihre Affäre mit dem 27 Jahre älteren, verheirateten Kollegen Frank Tinney, der sie zu diesem Zeitpunkt geschlagen hatte, publik wurde. Daraufhin verließ Robertson die USA und ging nach Europa.
In Deutschland angekommen, nannte sie sich fortan Imogene Robertson und fand sofort Beschäftigung beim deutschen Film. In nur zwei Jahren spielte die  US-Amerikanerin zahlreiche Hauptrollen in deutschen Stummfilmen. Im Laufe des Jahres 1927 kehrte Robertson in die USA zurück. Dort nannte sie sich nunmehr Mary Nolan und konnte in ihrem ersten Hollywood-Film „Hauptmann Sorrell und sein Sohn“ einen kleinen Erfolg verbuchen. Bald darauf trat sie auch an der Seite von John Gilbert, Lon Chaney senior und Edward G. Robinson auf.
1932 spielte sie ihre letzte Filmrolle. Die folgenden 16 Jahre wurden bestimmt von wenig erfolgreichen Vaudeville-Auftritten in der Provinz, Auseinandersetzungen mit Polizei und Justiz, zuletzt auch Unterernährung, Drogenmissbrauch, Problemen mit ihrer Gallenblase und der Leber sowie mehreren Nervenzusammenbrüchen. Schließlich nahm sie sich mittels Barbituraten im Herbst 1948 das Leben.

## Filmografie
bis 1927 als Imogene Robertson in Deutschland, anschließend als Mary Nolan in den USA
- 1925: Das Parfüm der Mrs. Worrington
- 1925: Die unberührte Frau
- 1925: Verborgene Gluten[1]
- 1925: Wenn die Liebe nicht wär’
- 1925: Unser täglich Brot
- 1925: Die Feuertänzerin
- 1926: Die elf Schill’schen Offiziere
- 1926: Die Königin des Weltbades
- 1926: Die Abenteuer eines Zehnmarkscheines
- 1926: Familie Schimek
- 1926: Wien, wie es weint und lacht
- 1926: Das süße Mädel
- 1926: Die Welt will belogen sein
- 1926: Das Panzergewölbe
- 1926: Hallo Caesar!
- 1927: Erinnerungen einer Nonne
- 1927: Hauptmann Sorrell und sein Sohn (Sorrell and Son)
- 1928: Die Hölle der Heimatlosen (The Foreign Legion)
- 1928: Vagabundenliebchen (Good Morning Judge)
- 1928: Das Gesetz des Kongo (West of Zanzibar)
- 1928: Silks and Saddles
- 1929: Wüstennächte (Desert Nights)
- 1929: Charming Sinners
- 1929: Shanghai Lady
- 1929: Undertow
- 1930: Young Desire
- 1930: Sirenen um Mitternacht (Outside the Law)
- 1931: The Big Shot
- 1931: Enemies of the Law
- 1931: X Marks the Spot
- 1932: Docks of San Francisco
- 1932: The Midnight Patrol
- 1932: File No. 113